# Rastrillo (herramienta)

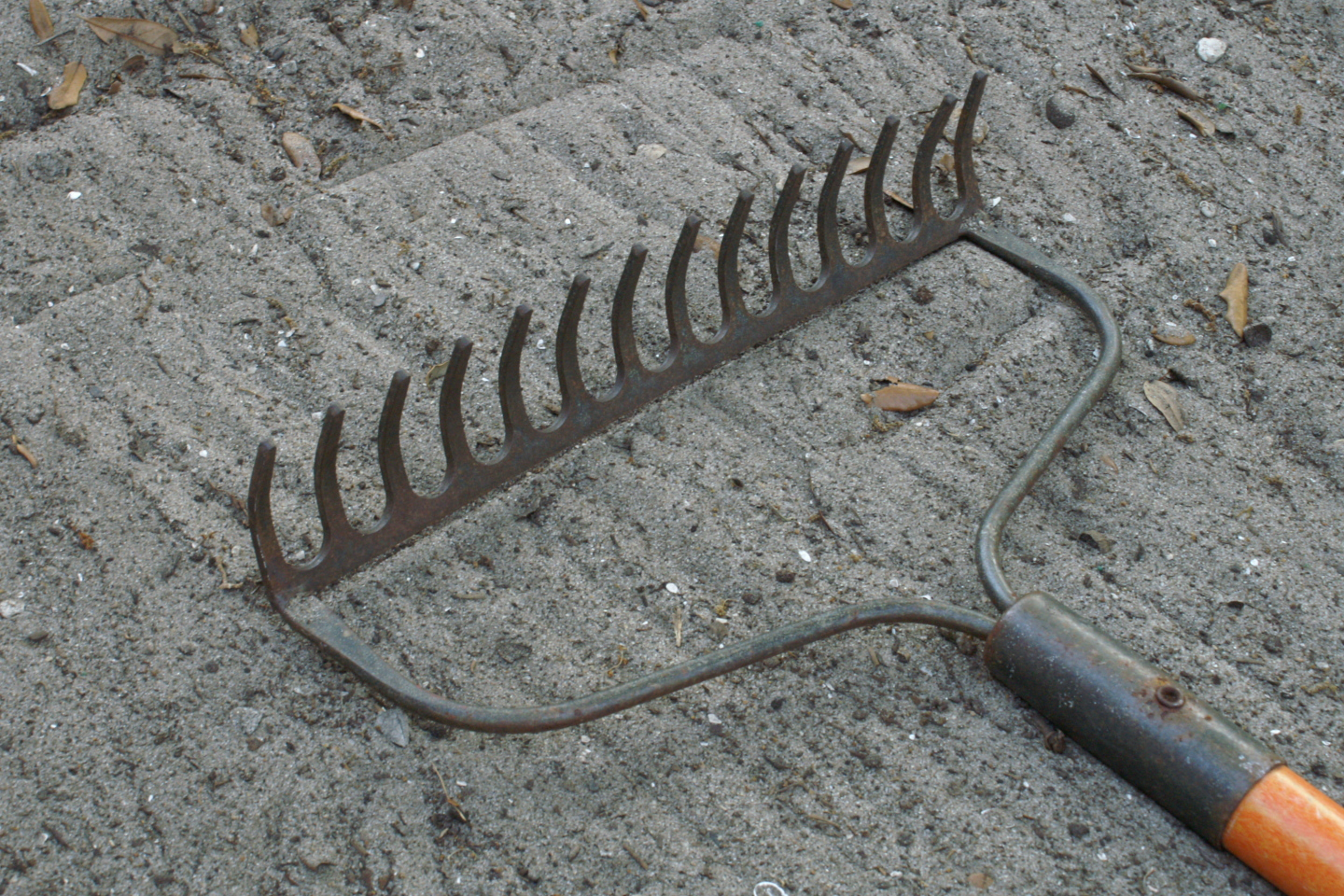
Rastrillo.

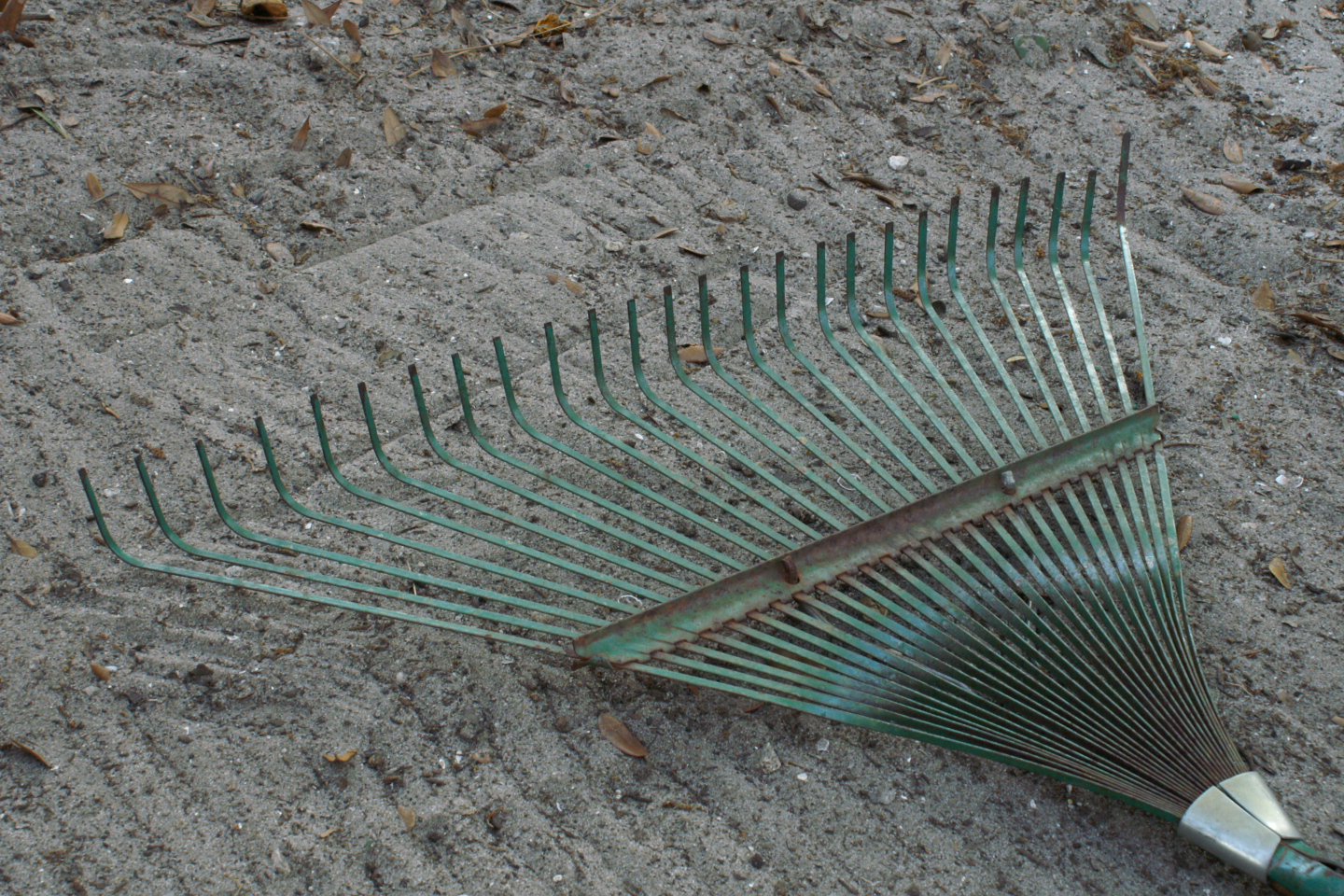
Un rastrillo para trabajos ligeros como para recoger césped y hojas.

Para la maquinillas de afeitar, conocidas como rastrillos en México- en Colombia véase: Maquinilla de afeitar.
Un rastrillo es un instrumento agrícola y hortícola consistente en una barra dentada fijada transversalmente a un mango y usada para recoger hojas, heno, césped, etc., y, en jardinería, para aflojar el suelo, quitar yuyo y nivelar, y generalmente para propósitos realizados en agricultura por la grada.
Los modernos rastrillos de mano tienen normalmente dientes de acero, plástico, o bambú, aunque históricamente se fabricaban con madera o hierro. El mango se hace frecuentemente de madera o metal. Cuando los rastrillos tienen dientes más largos, estos pueden estar dispuestos en forma de un clásico abanico plegable. La versión grande montada en ruedas con una barra larga que conecta los dientes de acero curvados se puede utilizar con tractores, lo que antes del desarrollo de la agricultura mecánica se hacía utilizando un caballo como tiro.

## Tipos de rastrillo
Los rastrillos de mano modernos suelen tener dientes de acero, plástico o bambú, aunque históricamente se han fabricado con madera o hierro; el plástico se usa con menos frecuencia porque la resistencia al impacto generalmente no es suficiente para su uso. A veces, sin embargo, se desea un tratamiento suave del subsuelo, en cuyo caso las púas flexibles de una versión de plástico son más adecuadas. El mango típicamente mide 1.5 m de largo y está hecho de madera, bambú, acero o fibra de vidrio.
- Rastrillo para hojas. Los rastrillos para hojas se utilizan para recoger hojas caídas al suelo, cortar hierba y escombros, tienen dientes largos y planos doblados en forma de L y desplegados en abanico desde el punto de enganche. Esto permite cierta flexibilidad para que los dientes se adapten al terreno, al tiempo que son ligeros para minimizar los daños a la vegetación. Los rastrillos telescópicos compactos permiten retirar los dientes deslizando un punto de fijación móvil por el eje.
- Rastrillo para briznas. Se caracteriza por tener gran cantidad de dientes situados muy próximos que se utiliza para recoger briznas de hierba situadas en la superficie.
- Rastrillo para jardinería.  Se parece a un rastrillo de jardín de gran tamaño, con una cabeza más larga. Un rastrillo de jardinería sirve para alisar y nivelar áreas extensas de suelo o áreas de tierra. Se distingue de los rastrillos de hojas tradicionales o de los trituradores de terrones por su gran anchura. Tienen dientes largos y rígidos que deben poder resistir la abrasión y las fuerzas de flexión. Por lo general, un rastrillo de jardinería tiene un cabezal que mide de 45 a 55 cm o incluso más ancho, con púas de acero colocadas en un ángulo de 90 grados con respecto al mango.  Tiene púas firmes para remover o colocar la tierra o arrastrar los desechos. Los dientes pueden ser perpendiculares al mango o adoptar una forma curva.[1]
- Rastrillo para paja.  La función principal de los rastrillos de paja es eliminar la paja, una capa orgánica situada entre el césped y la superficie del suelo. A diferencia de la estructura típica de los rastrillos, un rastrillo de paja está equipado con cuchillas afiladas a ambos lados de la cabeza. Un lado rompe eficazmente la paja, mientras que el otro facilita su eliminación.

El 25 de septiembre de 1894 le fue otorgada la patente estadounidense número 23.660 a Lewis Gibbs por un "diseño de un rastrillo" (Lawn rake). La patente describía el método de fabricación de una cabeza de rastrillo hecha de una hoja de metal agujereada para formar una forma en U, púas insertadas en los pares de agujeros alineados, y la forma en U arrollada en la forma de un tubo".

## Usos
- Los rastrillos metálicos de dientes estrechos son más adecuados para tratar céspedes bien cuidados, ya que también pueden recoger pequeños desechos y escarificar el césped al mismo tiempo.
- En áreas densas, enmarañadas y cubiertas de maleza, un rastrillo de madera de dientes anchos es más adecuado porque no se “atasca” tan fácilmente. Así que este rastrillo todavía tiene derecho a existir hoy, incluso si a menudo se lo confunde con una pieza de museo.
- Una forma especial solía ser un rastrillo especial con dientes delgados particularmente estrechos y curvados. Este diseño de metal también se conoce como horca.
- El rastrillo es la herramienta más importante para crear un karesansui, una forma de jardín japonés. El rastrillado en sí también se experimenta y practica como meditación en el zen.
- Los rastrillos para estanques son rastrillos especiales para la limpieza de estanques, que antes eran tirados por caballos debido a su tamaño y ahora se usan como herramientas manuales.

## Rastrillo pesado
Este tipo de rastrillo es para acondicionar y remover el suelo, así como para mover piezas más grandes de escombros. La mayoría de las malas hierbas tienen raíces más débiles y menos profundas que el pasto y, por lo tanto, el desbroce junto con (después) la luz solar necesaria, el fertilizante y las semillas, y si luego son necesarios los productos químicos correctivos, da como resultado una buena cosecha de pasto. Las herramientas más grandes (o los accesorios de la cortadora de césped) se usan con mayor frecuencia para quitar el techo de paja o preparar el suelo en áreas grandes. Sin embargo, la acción de dejar el suelo desnudo y expuesto al sol no es buena y a las lombrices no les gusta. Debe protegerse con paja después. Las herramientas de aireación del suelo no eliminan la maleza sino que preparan el suelo sin exposición.

## Asociaciones culturales
Si un rastrillo está en el suelo con los dientes hacia arriba, como se muestra en la imagen superior, y alguien pisa accidentalmente los dientes, el mango del rastrillo puede oscilar rápidamente hacia arriba, chocando con la cara de la víctima. Esto se ve a menudo en programas televisivos de comedia  y dibujos animados, como en Tom y Jerry y en el episodio de Los Simpson "Cape Feare", en el que una serie de rastrillos se convierten en lo que Sideshow Bob describe como su "archienemigo".
En la cultura rusa hay un dicho «pisar el mismo rastrillo» (en ruso: наступить на те же грабли), que significa «repetir el mismo error tonto», también la palabra «rastrillo» (en ruso: грабли) en el argot ruso significa «problemas».
En la novela china del siglo XVI Viaje al Oeste, el personaje principal Zhu Bajie esgrime un rastrillo, su «rastrillo de nueve dientes» (Jiǔchǐdīngpá), como su arma emblemática.
En el folclore japonés, el Kumade (熊手, lit. 'mano de oso') es un rastrillo; una versión más pequeña, de mano y decorada se vende como engimono, a menudo durante los Tori-no-Ichi (lit. «mercados del gallo») que se celebran en todo Japón cada noviembre, y se cree que puede, literalmente, atraer la buena suerte y/o alejar la mala suerte para el usuario.

## Lingüística
La línea divisoria entre los términos genéricos sinónimos en alemán (Rechen ) rastrillo y (Harke) rastrillo corre al oeste alrededor de la línea Benrather , al este un poco más al sur, al norte de Dresde, y ligeramente al noreste. En el Norte, se hace una distinción entre los dos términos en términos de significado. El rastrillo es el rastrillo de tierra para alisar los lechos y caminos del jardín, y el rastrillo es el rastrillo de heno para recoger las hojas y el césped. El verbo correspondiente es rastrillar en el norte y rastrillar en el sur ( dialecto común en Austria ). Incluso aquellos alemanes del norte que distinguen entre las herramientas no sienten que la frase "rastrillar hojas" sea incorrecta.
El término tenedor, un dispositivo también provisto de dientes, que se utiliza, entre otras cosas, para tareas similares a rastrillar, se utiliza en el norte de Alemania de forma esporádica y engañosa . El peine se conoce en broma como rastrillo para piojos o rastrillo para piojos. En el sur de Alemania, el término rastrillo se usa para un tipo de azada con una hoja transversal para labranza.

## Galería de imágenes

Imagen estilizada de dos rastrillos en un escudo heráldico
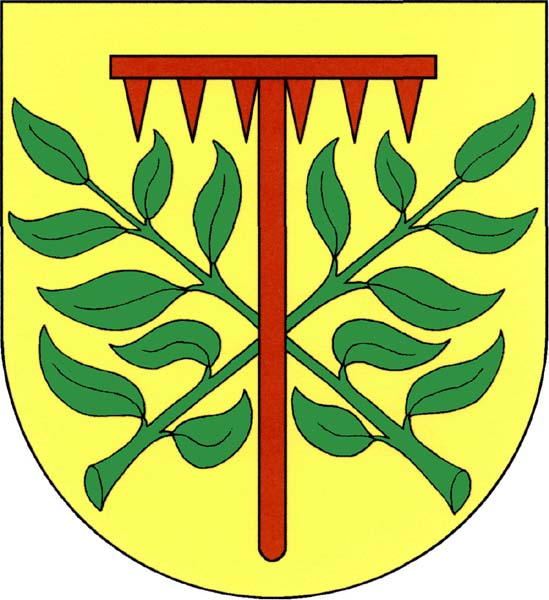
Otro rastrillo en otro escudo heráldico, en este caso de la villa  Vrbičany, distrito Litoměřice, en la República Checa
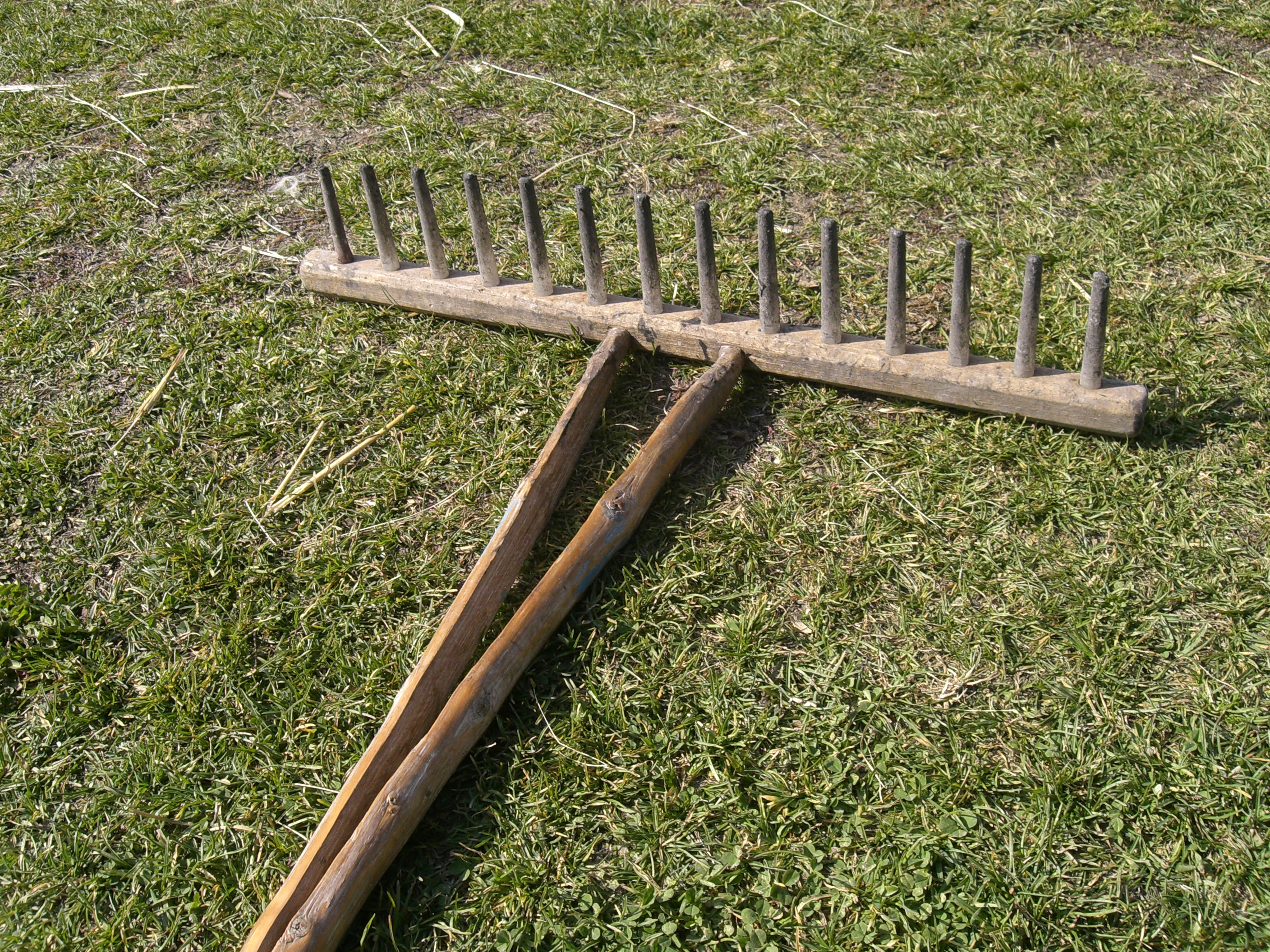
Un rastrillo con dientes y mango ambos de madera
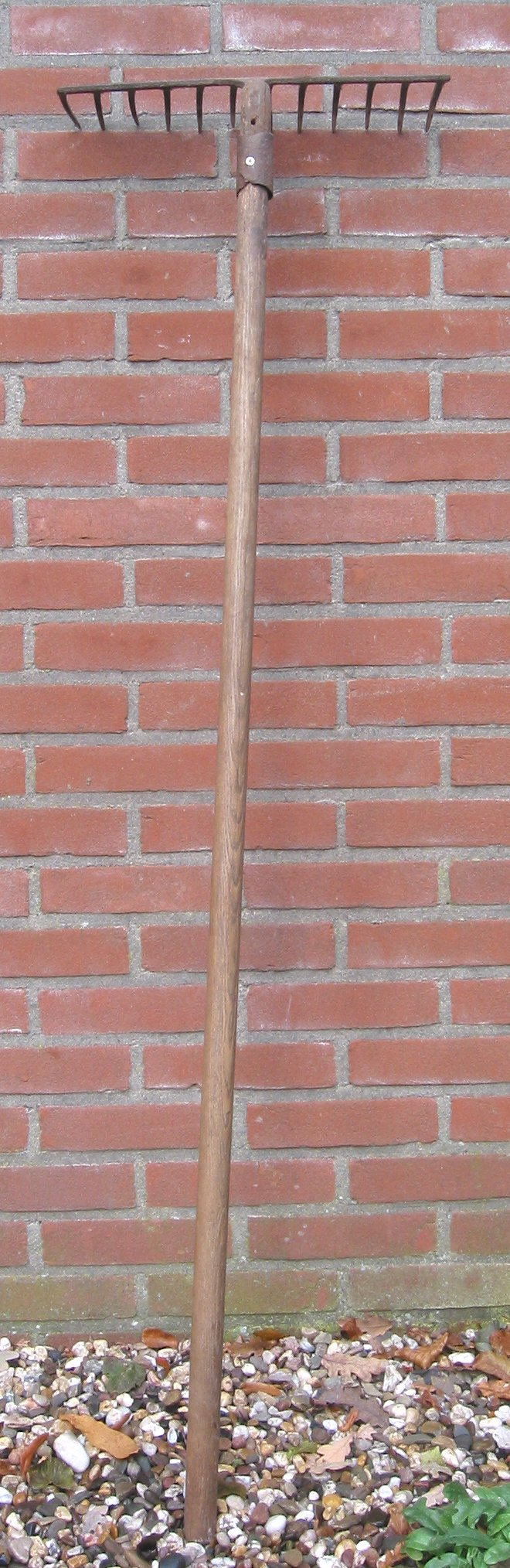
Rastrillo clásico con dientes de metal y mango de madera
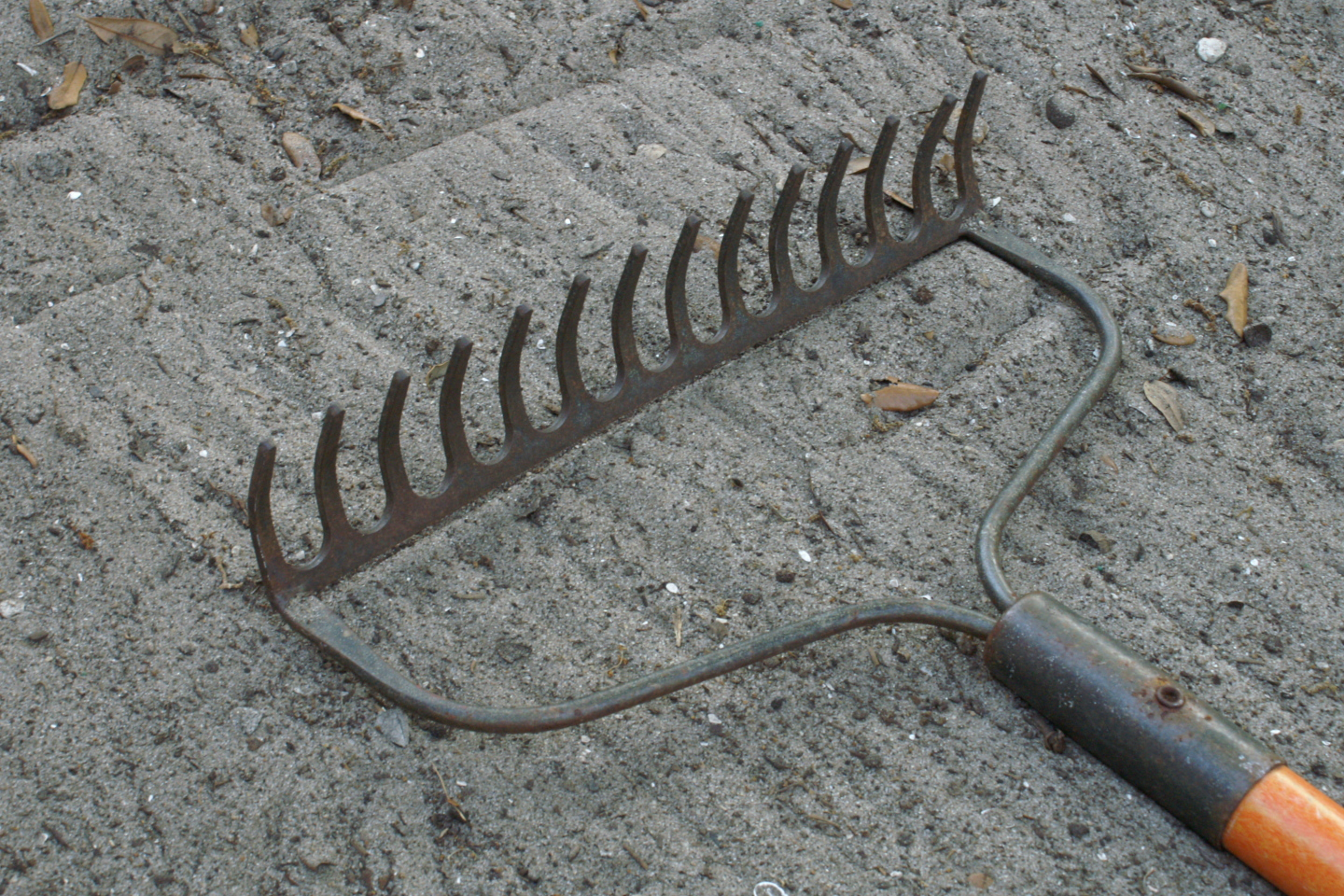
Un rastrillo más resistente para el arrastre y la recogida de materiales más pesados
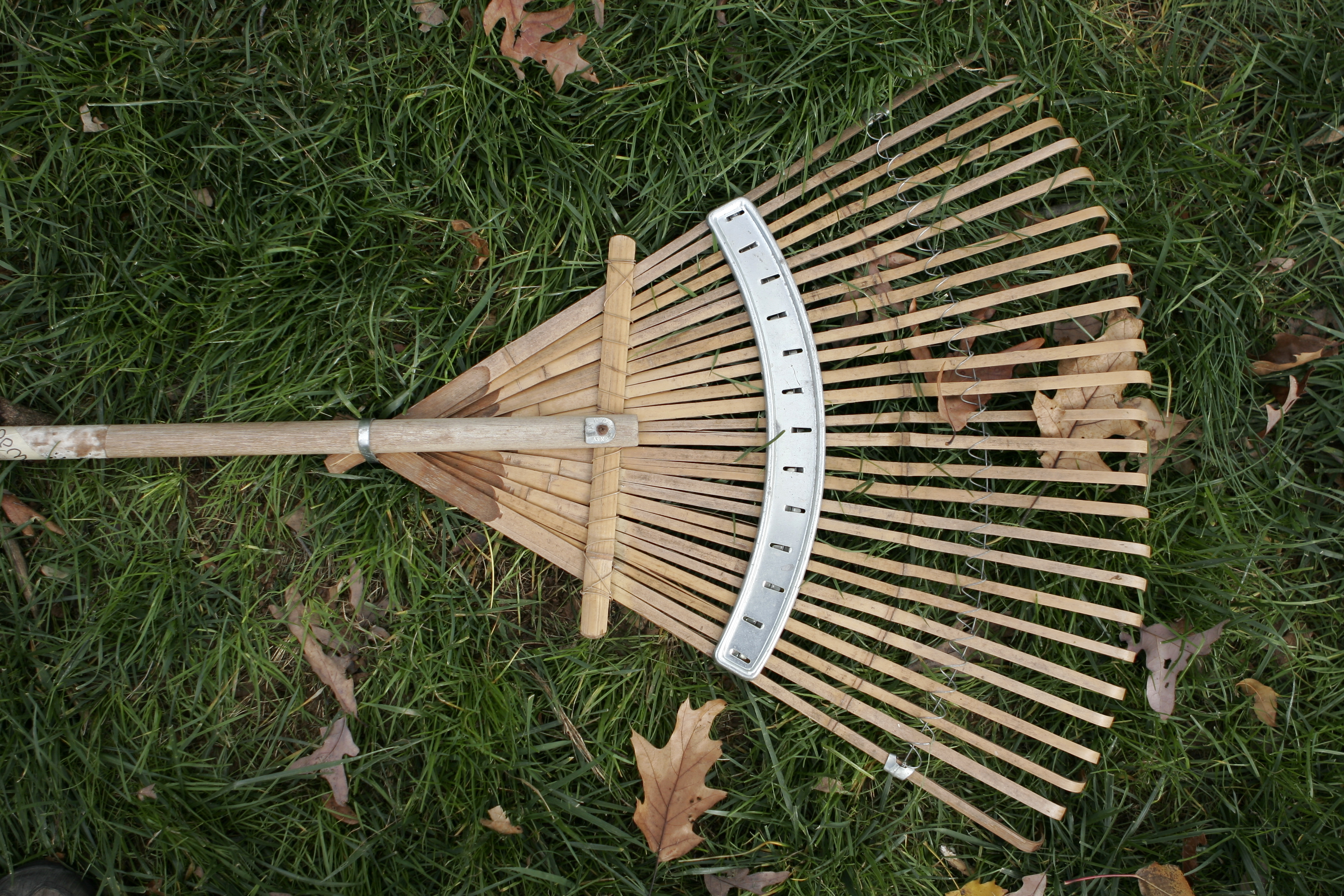
Rastrillo en forma de abanico con dientes de madera para labores ligeras. Los  hay también con dientes metálicos y de plástico
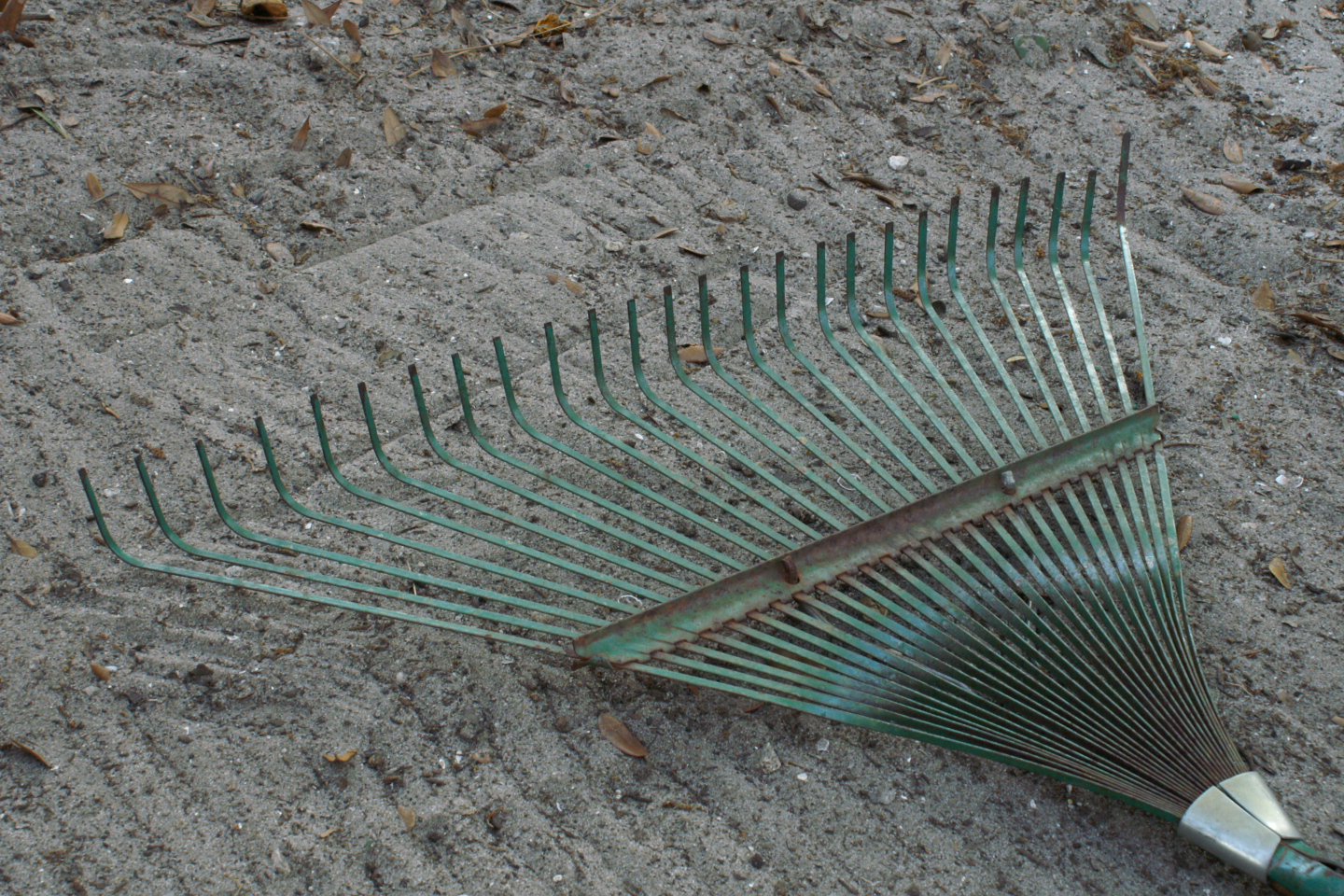
Otro tipo de rastrillo para hojas y labores ligeras
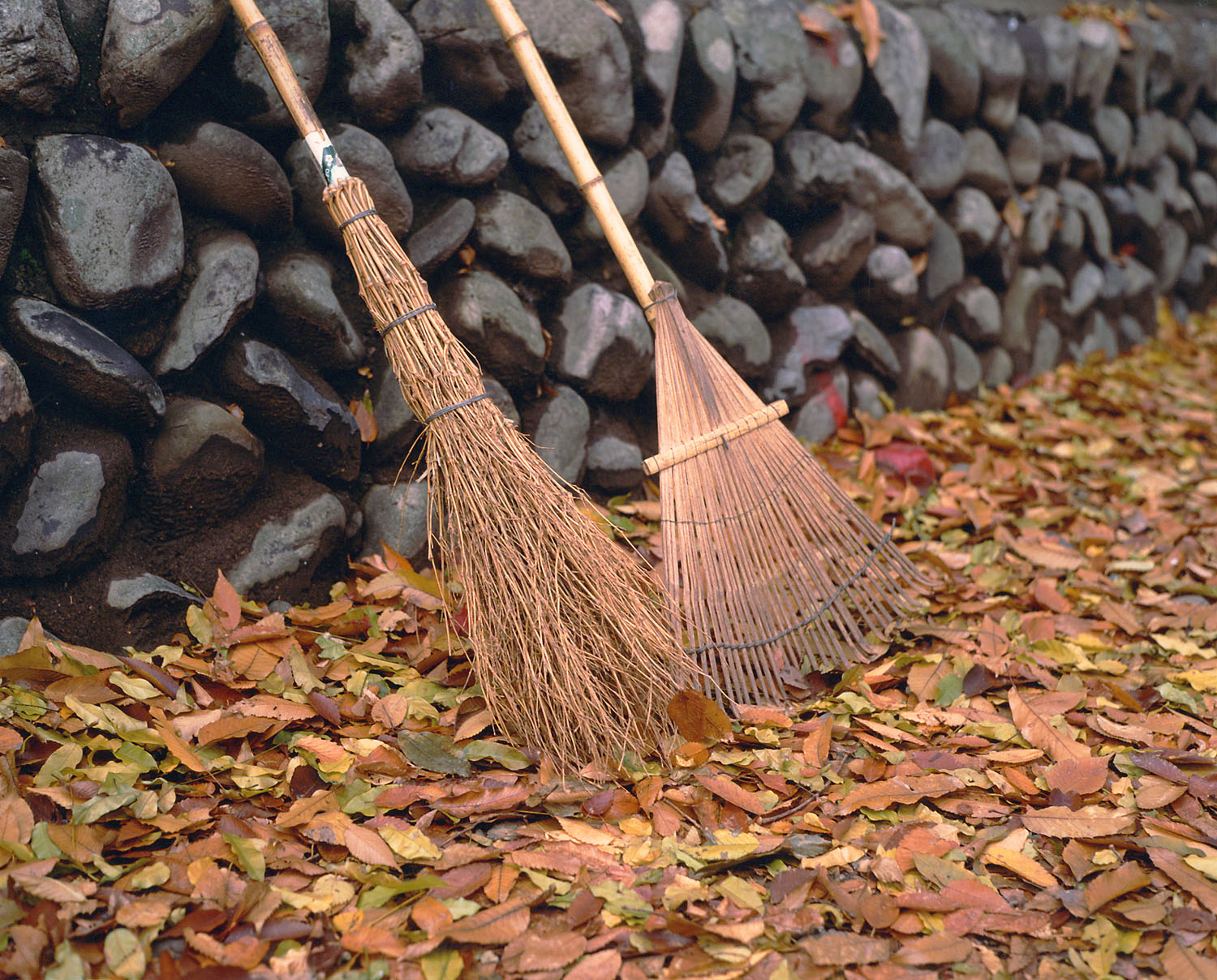
Una escoba y un rastrillo-escoba
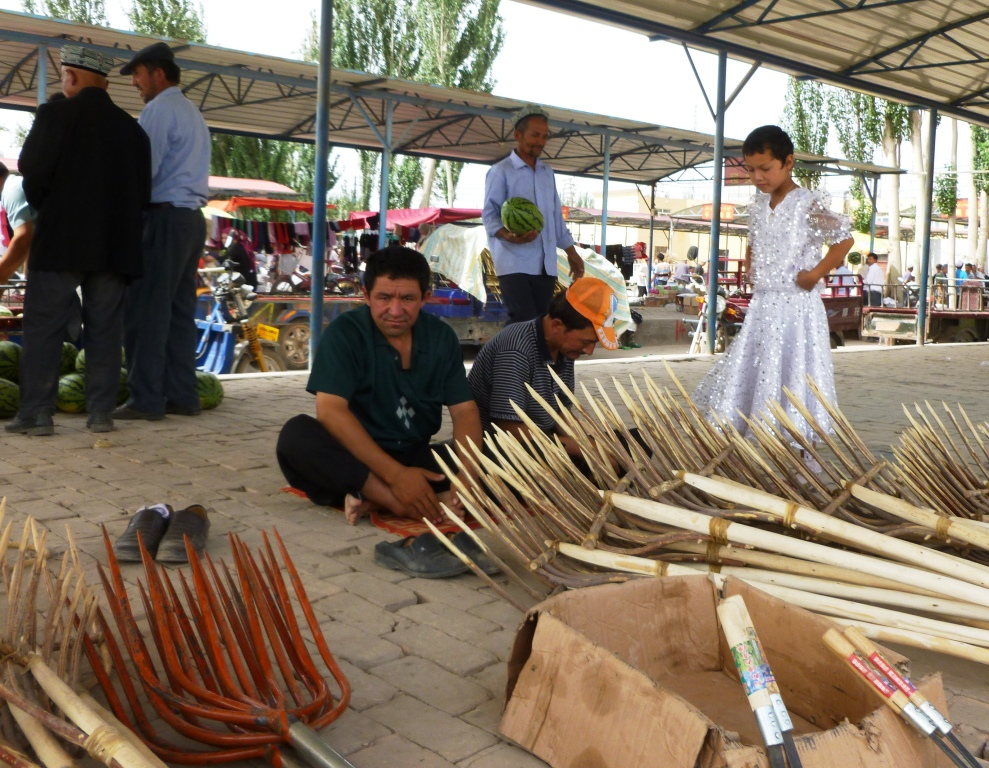
Rastrillos de madera hechos a mano a la venta en el mercado de Kashgar, China, en 2011